# Bernard Pévé Béavogui
Pour les articles homonymes, voir Béavogui.
Bernard  pévé Béavogui né le 19 août 1983 à Macenta, est un écrivain et personnalité publique guinéenne,.

## Biographie et études
Bernard Pévé Beavogui est né le 19 août à Macenta en Guinée. Il a fait ses études supérieures à l'université Général Lansana Conté de Sonfonia, département philosophie, option: Animation Socioculturelle et éducative où il sort avec un diplôme de maîtrise, mention Excellent.

## Parcours professionnel
À sa sortie de l'université, Bernard Pévé fait ses premiers pas professionnels à  l' Agence Guinéenne de Presse( AGP) en tant que journaliste-stagiaire avant de devenir rédacteur en chef de deux organes de Presse ecrite. Puis, il exerce le double métier d'éducateur et entrepreneur en étant directeur général de la coopérative d’enseignement et de rédaction des documents (CERD-Guinée) dont l’un des objectifs est le soutien scolaire.
De 2010 à 2018, Bernard était le directeur général de la CERD, conseiller et consultant de plusieurs organisations de jeunesse en République de Guinée.
De janvier 2018 à mars 2021, il était le coordinateur national de la fondation SOVEE (Solution Vie, Elle et Enfant).
Le 4 septembre 2020, Bernard Pévé Beavogui fait le lancement du mouvement dénommé  (Les patriotes) à  Conakry dirigé par les jeunes guinéens le mouvement consiste à changer la façon de faire  la politique en Guinée.
Le 18 mai 2022 Bernard pévé Béavogui a été nommé par le président de la Transition Colonel Mamadi Doumbouya en tant que directeur général adjoint du centre de lecture publique et d’animations culturelle,.
17 janvier 2025  monsieur Bernard Pévé Béavogui est nommé par décret comme Directeur général du centre de lecture publique et d’animation culturelle (CELPAC),  précédemment directeur général adjoint du dit service ,,,. 

## Œuvres
1. les Ruses de kononi le moineau', éditions menaibuc  Paris[15].
2. 2022 : Les faux marabouts , éditions gandal, Conakry[16].
3. Vonè l'enfant terrible, éditions Macenta, Paris
4. Les Sentiers de lecture , éditions gandal,Conakry[17]
5. Le mariage en pays Loma, éditions Clairs de lune, Conakry[18]
6. Les contes loma, éditions gandal, Conakry[19]